# Ghost Meets You

Ghost Meets You est un film hongkongais réalisé par Cheung Kwok-Kuen, sorti en 2000.

## Synopsis
Winnie Ai, une jeune fille riche et jolie, est assassinée une nuit dans un parc. Le lendemain, le corps est découvert sans tête ni empreintes digitales pour l'identifier. Ting Kwok Sun, une policière sévère et superstitieuse est chargée de l'affaire. Alors que l'enquête piétine, le fantôme de Winnie apparaît et demande à Lui Kai Man, un jeune et gentil délinquant, indic de Ting, de l'aider à retrouver sa tête pour qu'elle puisse se réincarner. Les recherches de Lui comme l'enquête de Ting les amènent sur les traces de Hui Ming Choi, un mystérieux personnage, maître en magie noire...

## Fiche technique
- Titre : Ghost Meets You
- Titre original : 鬼同你有緣之陰屍路
- Réalisation : Cheung Kwok-Kuen
- Scénario : Benny Tam
- Production : Yeung Mei-Lai
- Musique : Inconnu
- Photographie : Inconnu
- Montage : Inconnu
- Pays d'origine : Hong Kong
- Format : Couleurs - 1,85:1 - Dolby Digital - 35 mm
- Genre : Horreur
- Durée : 85 minutes
- Date de sortie : 2000 (Hong Kong)

## Distribution
- Anthony Wong
- Carrie Ng
- Helena Law
- Mok Cheong-Shing
- Tsui Ching-Man
- Chan Wai
- Lam Wa-Fan
- Lam Chap-Man
- Cheung Bing-Chan